# Jamiołki-Kowale
Jamiołki-Kowale (do 2005: Jamiołki-Kowale Rawki) – wieś w Polsce położona w województwie podlaskim, w powiecie wysokomazowieckim, w gminie Sokoły.
W latach 1975–1998 miejscowość administracyjnie należała do województwa łomżyńskiego.
Wierni kościoła rzymskokatolickiego należą do parafii  Wniebowzięcia NMP w Sokołach.

## Historia
Według niepotwierdzonych dokumentami przekazów ustnych, wieś została założona przez Jamiołkowskiego z przydomkiem Ralik, przybysza z Klos, w wieku XIV lub wcześniej. Gospodarz ten osiedlił na swoich gruntach kowala i zduna.
Jest pewne, że wzrost osadnictwa na tym terenie wystąpił w latach 1391–1444. Miejscowość wymieniono w akcie erekcyjnym parafii w Sokołach z roku 1471.
Później w Kowalach pojawiły się rodziny Faszczewskich i Perkowskich. W XIX w. córka ostatniego, męskiego potomka Ralików Jamiołkowskich wyszła za mąż za Macieja Stypułkowskiego.
Słownik geograficzny Królestwa Polskiego i innych krajów słowiańskich podaje, że w roku 1827 w Kowalach w 8 domach żyło 56 mieszkańców, a w Rawkach w 7 domach 40 mieszkańców.
W pobliżu, w roku 1893, zbudowano Kolej Nadnarwiańską z Łap do Ostrołęki.
W 1921 r. naliczono tu 10 budynków z przeznaczeniem mieszkalnym oraz 52 mieszkańców (27 mężczyzn i 25 kobiet). Wszyscy podali narodowość polską.

## Obiekty dziedzictwa kulturowego
- Cmentarzysko kurhanowe z okresu wpływów rzymskich[12].

## Zmiana nazwy miejscowości
W roku 2005 Rada Gminy Sokoły wystąpiła z wnioskiem do Ministra Spraw Wewnętrznych i Administracji o zmianę nazwy miejscowości Jamiołki-Kowale Rawki na Jamiołki-Kowale.
Na podstawie Rozporządzenia Ministra Spraw Wewnętrznych i Administracji z dnia 27 grudnia 2005 r. zmieniono nazwę wioski Jamiołki-Kowale Rawki na Jamiołki-Kowale, z odmianą w dopełniaczu Jamiołek-Kowali.